# Décès en 1156
Décès
- 1152
- 1153
- 1154
- 1155
- 1156
- 1157
- 1158
- 1159
- 1160

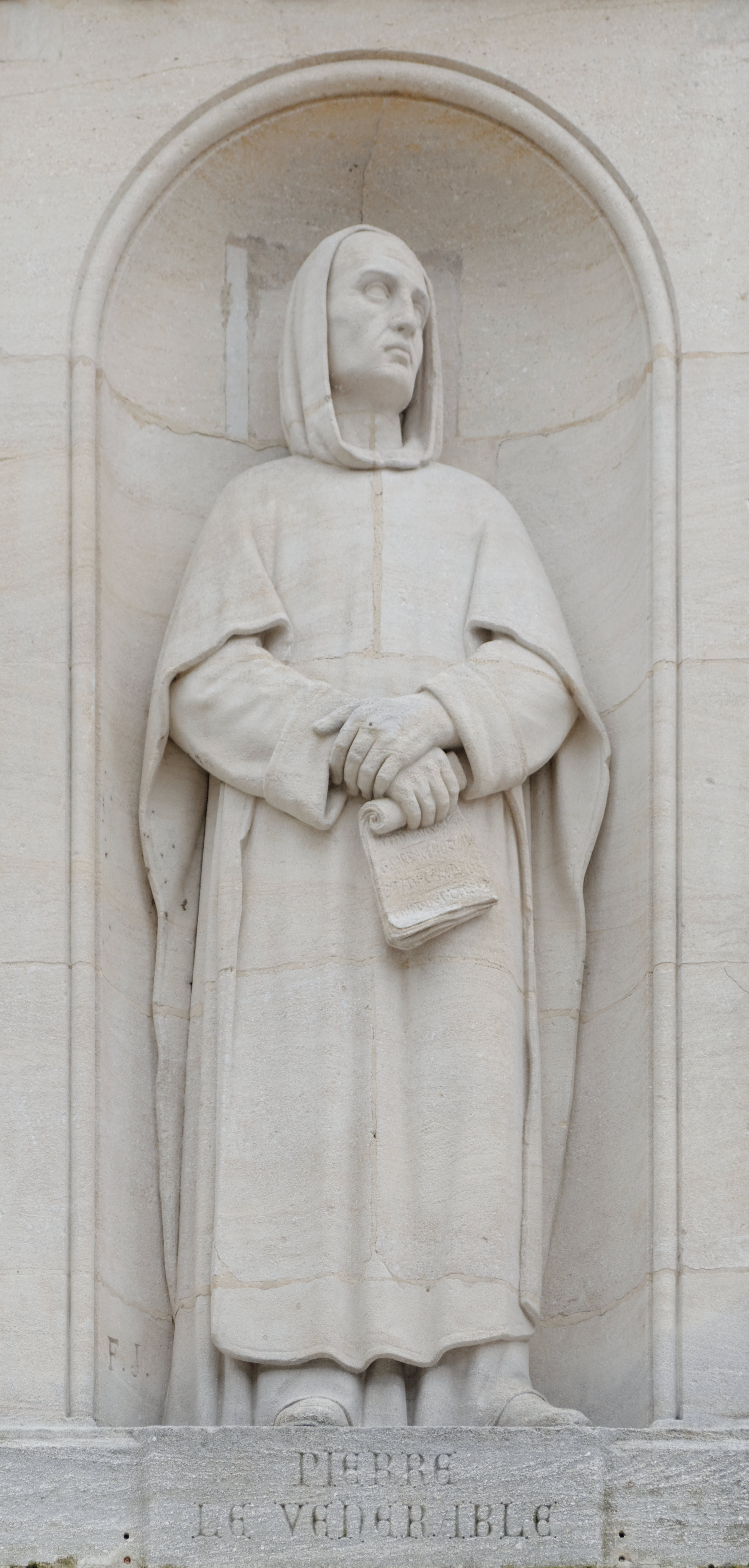
Statue de Pierre le Vénérable (Dijon), mort en 1156.

Cette page dresse une liste de personnalités mortes au cours de l'année 1156 :
- 10 janvier : Fujiwara no Yasuko, impératrice consort du Japon.
- 20 janvier : Henri d'Uppsala, ecclésiastique anglais.
- 9 mars : Alexandre de Malonne, évêque de Płock (en).
- 20 juillet : Toba, empereur du Japon.
- 1er août : Fujiwara no Yorinaga, sadaijin « ministre de la gauche ».
- 12 août : Blanche de Navarre, reine de Castille.
- 16 août ou 21 septembre : Vratislav de Brno, prince de la famille des Přemyslides, duc de Brno en Moravie.
- 20 septembre : Hermann de Stahleck, comte palatin du Rhin.
- 17 octobre : André de Montbard, 5e Grand Maître des Templiers.
- 29 octobre ou 28 décembre : Hugues II de Molise, baron italo-normand du royaume de Sicile, seigneur de Bojano et comte du Molise.
- 21 décembre : Erlend Haraldsson, co-comte des Orcades.
- 25 décembre : 
  - Pierre le Vénérable, ou Pierre de Montboissier, neuvième abbé de Cluny.
  - Sverker Ier de Suède, roi de Suède.

- Ala ad-Din Atsiz, Shah du Khwarezm.
- Albéron de Chiny, évêque de Verdun.
- Alberto, cardinal italien.
- André de Montbard, un des neuf chevaliers fondateurs de l'ordre du Temple, cinquième maître de l'Ordre.
- Berthe de Bretagne, ou Berthe de Cornouaille, duchesse de Bretagne.
- Domenico Morosini, 37e doge de Venise.
- Guilhem d'Omelas, seigneur d'Aumelas et d'Orange.
- Guillaume, comte de Poitiers, fils d'Henri II d'Angleterre.
- Minamoto no Tameyoshi, chef du clan Minamoto, gouverneur de la province de Mikawa.
- Othon II de Wittelsbach, comte de Wittelsbach et comte palatin de Bavière.
- Toirdelbach Ua Conchobair, roi de Connacht et Ard ri Érenn.

## Crédit d'auteurs
- Cet article est partiellement ou en totalité issu de l'article intitulé « 1156 » (voir la liste des auteurs).